# 鲁克尼亚暗沙群
鲁克尼亚暗沙群，位于南中国海南部，婆罗洲以北约100公里处，是由两个南北珊瑚礁群组成，即南鲁克尼亚暗沙群（South Luconia Shoals，巴丁宜阿里暗沙群）和北鲁克尼亚暗沙群（North Luconia Shoals，拉惹加隆暗沙群），现为砂拉越政府实际控制。鲁克尼亚暗沙被一些地理学家归类为南沙群岛的最南端。该区域也是砂拉越至今最大的海洋国家公园和海洋保护区，附近海域也有砂拉越多个大型石油和天然气勘探项目。

## 地理
鲁克尼亚暗沙群位于婆罗洲砂拉越海岸约100公里（62英里）处，位于马来西亚专属经济区（EEZ）内的巽他陆棚上，距离砂拉越美里107公里。地理特征是珊瑚礁或沙礁。该区域分为两部分：北鲁克尼亚暗沙群和南鲁克尼亚暗沙群。
北鲁克尼亚暗沙群由等腰三角形的地物组成，底边长40海里（74 公里）。该礁区群分布在1,400平方公里的区域内，大部分特征位于海平面以下3.7至9.6m的深度。南鲁克尼亚暗沙群小于北礁区群，距离北礁区12海里（22.2公里），该礁区群分布在900平方公里的区域内，大部分礁区位于海平面以下4.6至8.2m之间。

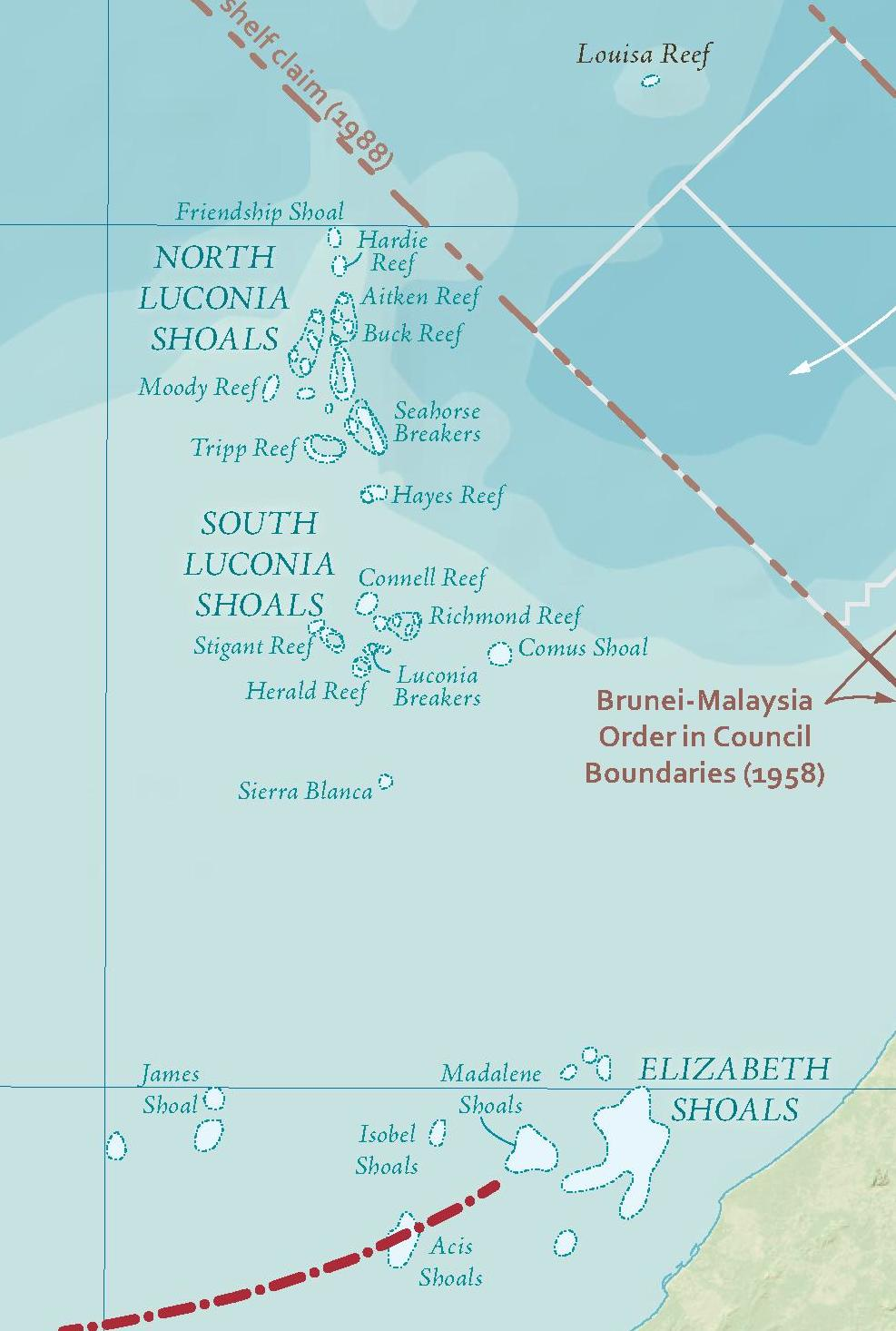
美国国务院地图，显示着路易莎礁和詹姆士暗沙

该地区海床下蕴藏着丰富的石油和天然气资源，也是各种鱼类的家园，也是1842年1月5日英国货船墨尔本子爵号（Viscount Melbourne）的沉船遗址。在地理位置上极其重要，新加坡至菲律宾马尼拉的「巴拉望航道」也经过此地。
英文名称Luconia来自菲律宾吕宋岛的旧名称，在古老的拉丁语、意大利语和葡萄牙语地图中被描绘为“Luçonia”或“Luconia” 。英国船吕宋號（Luconia）于1776年航行过程中发现此暗沙：“在北纬5°24′，东经112°30′一带发现一暗沙，深一又二分之一浔，呈东北偏北和西南偏南走向，为坚石。”。”“吕宋号暗沙群”或“魯克尼亞暗沙群”（Luconia Shoals）之名即由此而来。

## 区域组成
| 英文称呼                                  | 中国/台湾称呼 | 马来西亚称呼                                     | 座标                                | 水下深度（米） |
| 北鲁克尼亚暗沙群 （North Luconia Shoals） | 北康暗沙      | 拉惹加隆暗沙群 （Gugusan Beting Raja Jarum）     |                                     |                |
| ----------------------------------------- | ------------- | ------------------------------------------------ | ----------------------------------- | -------------- |
| 友谊暗沙（Friendship Shoal）              | 盟誼暗沙      | 仁答暗沙（Beting Rentap）                        | 5°57′N 112°32′E / 5.950°N 112.533°E | 8.2            |
| 哈迪礁（Hardie Reef）                     | 海康暗沙      | 阿順礁（Terumbu Asun）                           | 5°56′N 112°31′E / 5.933°N 112.517°E | 5.1            |
| 艾肯礁（Aitken Reef）                     | 義淨礁        | 拿督蘭底礁（Terumbu Datuk Landih）               | 5°54′N 112°33′E / 5.900°N 112.550°E | 9.4            |
| 巴克礁（Buck Reef）                       | 法顯暗沙      | 宁宜礁（Terumbu Linggir）                        | 5°45′N 112°33′E / 5.750°N 112.550°E | 4.9            |
| 莫迪礁（Moody Reef）                      | 康西暗沙      | 柏邁蘇麗礁（Terumbu Permaisuri）                 | 5°38′N 112°22′E / 5.633°N 112.367°E | 7.3            |
| 海马破礁（Seahorse Breakers）             | 南安礁        | 當阿惹破礁（Hempasan Dang Ajar）                 | 5°32′N 112°35′E / 5.533°N 112.583°E | 2              |
| 特里普礁（Tripp Reef）                    | 北安礁        | 里东礁（Terumbu Litong）                         | 5°39′N 112°32′E / 5.650°N 112.533°E | 3.7            |
| 哈耶斯礁（Hayes Reef）                    | 南屏礁        | 郎銀當礁（Terumbu Lang Ngindang）                | 5°22′N 112°38′E / 5.367°N 112.633°E | <0             |
| 南鲁克尼亚暗沙群 （South Luconia Shoals） | 南康暗沙      | 巴丁宜阿里暗沙群 （Gugusan Beting Patinggi Ali） |                                     |                |
| 斯蒂甘特礁（Stigant Reef）                | 海安礁        | 沙合礁（Terumbu Sahap）                          | 5°02′N 112°30′E / 5.033°N 112.500°E | 4.6            |
| 康奈尔礁（Connell Reef）                  | 隱波暗沙      | 拿督打立礁（Terumbu Dato Talip）                 | 5°06′N 112°34′E / 5.100°N 112.567°E | 1.8            |
| 赫勒尔德礁（Herald Reef）                 | 海寧礁        | 沙吉礁（Terumbu Saji）                           | 4°57′N 112°37′E / 4.950°N 112.617°E | 2              |
| 科穆斯礁（Comus Shoal）                   | 歡樂暗沙      | 美巴蒂暗沙（Beting Merpati）                     | 5°01′N 112°56′E / 5.017°N 112.933°E | 8.2            |
| 里士满礁（Richmond Reef）                 | 潭門礁        | 万年烟礁（Terumbu Balingian）                    | 5°04′N 112°43′E / 5.067°N 112.717°E | 3.6            |
| 鲁克尼亚破礁（Luconia Breakers）          | 瓊台礁        | 班丁破礁（Hempasan Bentin）                      | 5°01′N 112°38′E / 5.017°N 112.633°E | >0             |
| 塞拉布兰卡礁 （Sierra Blanca Reef）1)     | 澄平礁        | 峇都布爹礁（Beting Batu Puteh）                  | 4°51′N 112°32′E / 4.850°N 112.533°E | 4.6            |

1) Beting Batu Puteh并非马来西亚政府对于Sierra Blanca Reef的正式名称，为民间取Sierra Blanca名称的西班牙语原意「白山」翻译成马来语Batu Puteh「白石」，目前马来西亚政府未公佈其正式名称。

## 图片

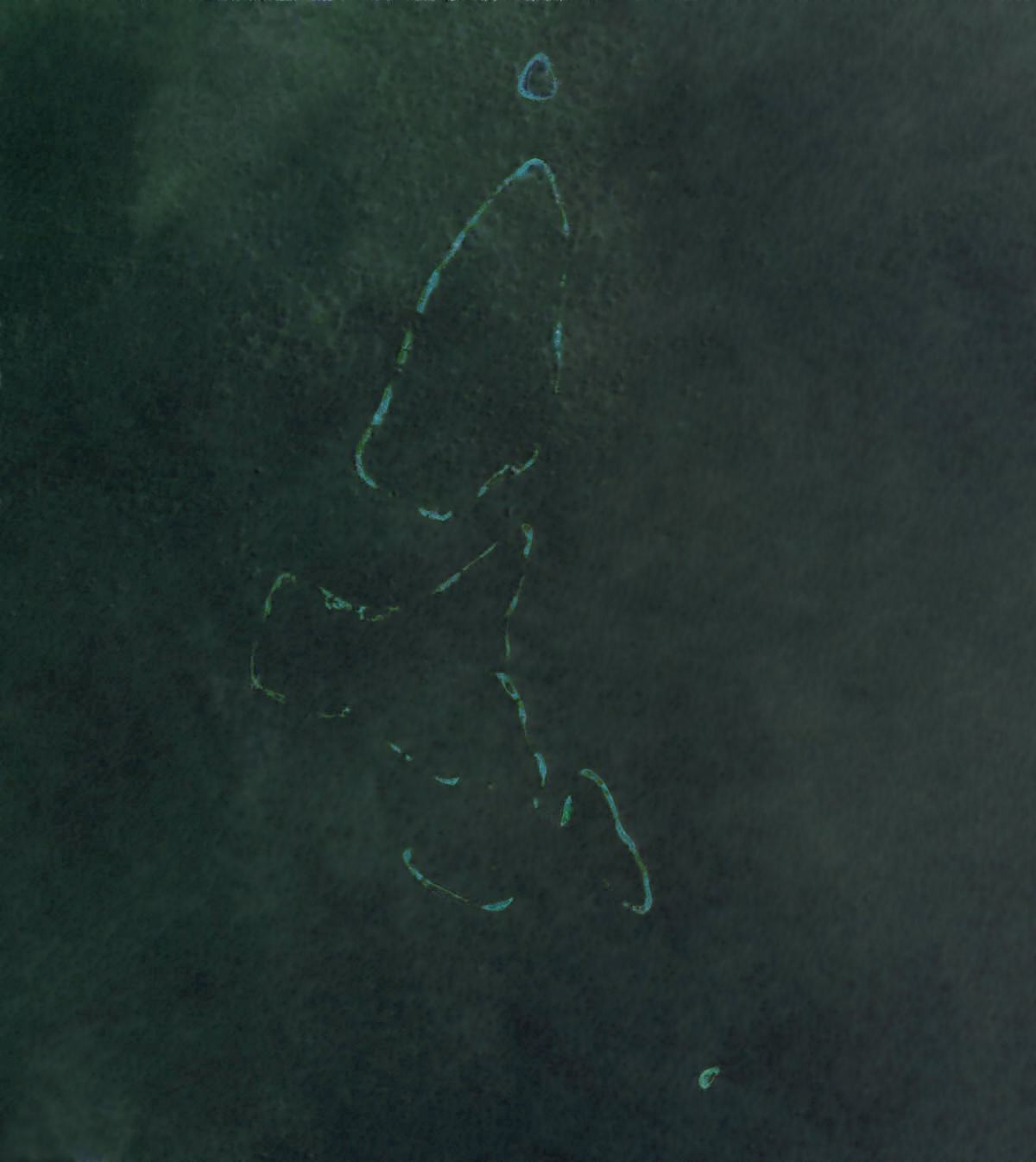
北鲁克尼亚暗沙的图像
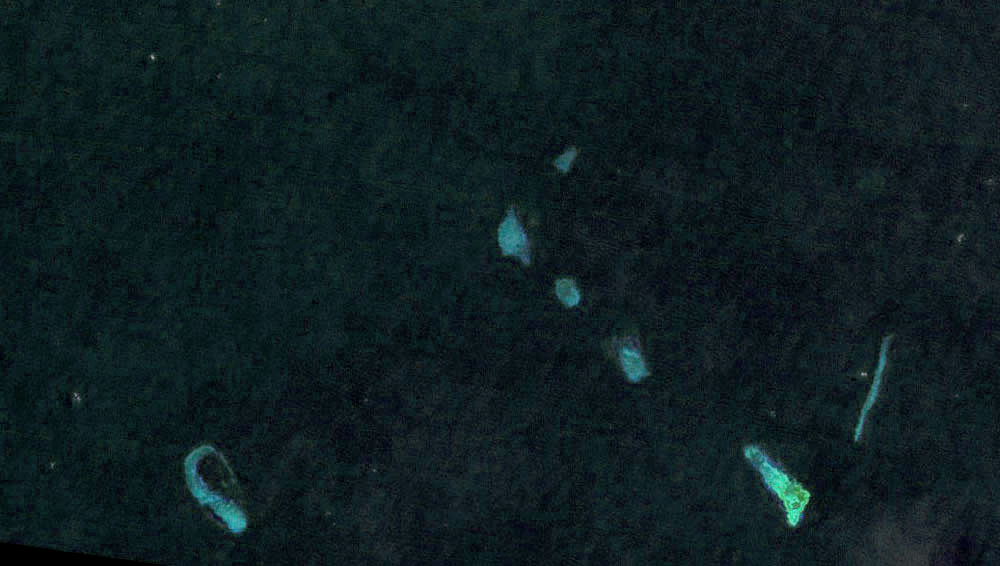
南鲁克尼亚暗沙的图像（沙吉礁和澄平礁没显示在图内）

## 主权争议
马来西亚主张鲁克尼亚暗沙是该国专属经济区的一部分并实际管理。中华民国（台湾）与中华人民共和国（中国）声称拥有主权，认为鲁克尼亚暗沙属于南沙群岛概念范围，完全位于九段线内。

### 马来西亚
鲁克尼亚暗沙由马来西亚皇家海军和马来西亚海事执法机构在该地区保持着24小时全天候监控该区域。2003年，砂拉越策划单位在美里珊瑚礁区收集数据时，在该区域发现了超过100种珊瑚种类，当中包括许多罕见的珊瑚及海洋微生物。这些生物已纳入马来西亚保育计划中。马来西亚渔业研究所自2004年以来一直对该地区进行研究。自2012年起，马来亚在鲁克尼亚暗沙组织一年一度的国际深海钓鱼比赛，主要由美里国际深海钓友俱乐部主办，成功吸引许多国内外钓客前来参赛。经过多年私人界与市政府携力合作下，已将鲁克尼亚暗沙打造成东南亚，亚洲区域著名的钓点。
2015年6月，澳洲业余海洋考古学家汉斯·贝雷科文（Hans Berekoven）与他的海洋研究团队从墨尔本子爵号（Viscount Melbourne）的沉船遗址中打捞古文物时，他向马来西亚政府建议将沉船地点列入联合国教科文组织的世界遗产名录。同年8月31日马来亚独立日，贝雷科文与他的妻子和一队海洋研究人员，以及砂拉越博物馆馆长前往鲁克尼亚暗沙的琼台礁岛，在中国海岸警卫队和马来西亚皇家海军舰艇的注视下，在岛礁一座由水泥基座上升起马来西亚国旗。贝雷科文表示，此举对于保护考古研究和警告中国退让很重要，因为在过去的两年里，中国海岸警卫队的船只长期停泊在该地区，而该区域可能存在一个已有12,000多年历史的失落文明。2016年8月，贝雷科文首次向《澳洲廣播公司》（ABC）讲述在鲁克尼亚暗沙的亲身经历，他针对中国海岸警卫队船只肆意骚扰旅客的行为，强调如果对该地物有任何管辖权和权利，那么它们属于马来西亚，而不是中国。他对中国海警船在珊瑚礁上停泊造成的破坏感到愤怒，指出每当船只上巨大的锚链在风向或水流变化时，就会把珊瑚礁弄得一团糟。贝雷科文讲述去年升起马来西亚国旗之后的情况。他表示，当中国向马来西亚表示抗议示威后，一艘马来西亚海岸警卫队船只被派去那里取下国旗，他对马来西亚的行动并不感到惊讶，因为马来西亚传统上通过与中国采取低调的外交途径来处理问题，避免公开冲突。
2017年9月14日，砂拉越政府在宪报上首次提及将鲁克尼亚暗沙颁布为国家公园。2018年4月5日，砂拉越政府再次通过宪报，在报章上正式宣布将鲁克尼亚暗沙列为国家公园（Luconia Shoals National Park），使之成为全砂最大的海洋国家公园。同年6月28日，砂拉越森林局和砂拉越渔业局在民都鲁举行的一次简报会上，向渔业及其它相关单位收集意见，并将公园范围划分为「渔业活动区」及「旅游观光区」。9月13日，砂拉越總理阿邦佐哈里在古晋主持一项太阳能发电系统的推展礼上宣布，砂拉越政府已经将属于美里水域的鲁克尼亚暗沙列为海洋国家公园和最大的海洋保护区。
2021年4月7日，砂拉越總理阿邦佐哈里在砂拉越海岸警卫队（SCG）成立仪式上，强调鲁克尼亚暗沙位于砂拉越专属经济区内，距离砂拉越海岸约100公里。由于外国船只的严重侵占威胁，计划在古晋、丹绒玛尼、民都鲁、美里和老越建立五个SCG基地，与海事执法局和皇家海军合作，共同保护砂拉越海岸和国家主权。

### 中国
中国海事官员在公开声明中提到关于鲁克尼亚暗沙的巡逻措施始于2013年8月。2014年1月16日，中国国家海洋局局长刘赐贵在针对日本钓鱼岛周围领海保持定期巡逻的会议上宣布，将在2014年「加强」在北康暗沙和南康暗沙附近的巡逻。2015年2月，中国国家海洋局新任党委书记王宏发表了一份2014年海事工作报告，称中国海岸警卫队在过去一年中一直在仁爱礁、南北康暗沙海域「值守」。 
2015年4月，马来西亚首相纳吉·阿都拉萨在第26届东盟峰会上接受马新社采访时，不点名批评涉及南海海洋领土重叠主张的国家必须避免展示武力，以避免在有关水域发生任何军事冲突事件。
2015年6月，马来西亚当局发现一艘中国海岸警卫队船只（编号1123）进入该地区，并停泊在马来西亚婆罗洲以北约150公里处（93英里）的鲁克尼亚暗沙一个小岛和珊瑚礁区域内。马来西亚随着就中国入侵其水域提出抗议，并在受到马来西亚皇家海军的密切监视下，这艘中国船只在被警告后离开该地区。马来西亚首相纳吉·阿都拉萨表示，他将直接向中国国家主席习近平提出这个问题。马来西亚国家安全部长沙希旦卡欣在其Facebook上发布一张一艘中国海岸警卫队船只停泊在岛礁上的照片，强调这些区域并非北京声拥有主权争议的九段线内，而是位于马来西亚200海里专属经济区内，并补充说，任何进入该地区的外国船只都是「入侵者」。同年8月，首相署部长沙希旦卡欣在一份声明中表示，马来西亚将继续就中国海警船侵入砂拉越南鲁克尼亚暗沙（巴丁宜阿里浅滩）附近的马来西亚海域发出外交抗议，因中国船只已经在马来西亚水域停留了两年时间，但从未收到他们（中国）的任何官方声明，而他们称该地区是属于中国。沙希旦卡欣强调称：「我们正在采取外交行动，但无论采取何种方式，他们都必须离开我们的国家水域」。巴丁宜阿里浅滩距离中国1,400公里（870英里）外，而距离美里海岸仅约90海里。此后，马来西亚政府每周都会发出外交照会，以抗议中国入侵。也有报道称，当地砂拉越美里的渔民不敢靠近该区域，因中国海警船的武装人员威胁要射杀试图在该地区捕鱼的渔民。11月，外交部长阿尼法阿曼表示，根据1982年《联合国海洋法公约》授权马来西亚拥有专属经济区和距离海岸200海里的大陆架，巴丁宜阿里浅滩属于马来西亚，不受主权重叠的主张影响。并对有报导称砂拉越美里的渔民一直被中国海岸警卫队人员驱赶一事，阿尼法大打强心针称，政府始终采取适当措施确保维护南海国家利益，建议当地渔民不必害怕，可以在专属经济区自由捕鱼，而任何进入该地区的外国海岸警卫队船只都可能被认为是在侵占该地区。
2016年3月31日，马来西亚召见中国驻吉隆坡大使，罕见得打破马来西亚一贯实行的沉默外交，公开抗议大约100艘中国渔船在南鲁克尼亚暗沙附近。中国外交部淡化此事，称其拖网渔船在相关海域进行正常捕鱼活动。首相署部长沙希旦表示，已下令马来西亚海事执法局（MMEA）部署了三艘船只进行监控，而马来西亚皇家海军也在那里拥有资产。6月1日，马来西亚海事执法局（MMEA）官员展示之前未报道的事件，称在3月执行任务时，一艘马来西亚巡逻艇在砂拉越州海岸发现中国海岸警卫队大型船只时，对方试图高速冲向马来西亚巡逻艇，对如此激进的遭遇感到震惊。事件促使马来西亚国防部宣布计划在美里以南的民都鲁附近建立一个新的海军前沿作战基地，以监控砂拉越和南海的动向。
2021年5月31日，马来西亚皇家空军在巴丁宜阿里浅滩空域拦截了16架中国军机，当时马来西亚皇家空军侦查到中国军机队伍以战术编队的方式进入新加坡飞行情报区，较后又转换方向前往巴丁宜阿里浅滩附近。过程中，马来西亚空军多次尝试命令他们联系亚庇飞航情报区的航空交通管制员，但中国空军没有遵守命令，反而继续逼近马来西亚领空，一度抵近砂拉越海岸60海里处，马来西亚空军于下午1点33分出动拦截这组中国军机。有鉴于亚庇飞航情报区的空中交通密度，马来西亚表示此入侵事件是对国家主权及航空安全的严重威胁。马来西亚外交部对此向中方提外交抗议，并召见中国大使要求解释。中国使馆宣称这是中国空军的例行飞行训练活动，中方没有进入他国领空。在马来西亚海事执法局于6月1日收到关于中国军机入侵的报告仅4天之后，该局再次发现一艘中国海岸警卫队的船只侵入距离砂拉越美里84海里附近的巴丁宜阿里浅滩的马来西亚水域。此后，亚洲海事透明倡议组织（AMIT）数据透露，从同年6月起，发現中国舰艇在马来西亚与印尼的领海范围进行长期的石油和天然气的勘测活动，严重骚扰了两国的能源石油勘探工作，并骚扰民用船只。其中在9月25日，中国海洋综合资源调查船「大洋号」在2艘中国海警船护航下，发现在马来西亚专属经济区（EEZ）进行石油和天然气的勘测活动，马来西亚海事执法局表示已对有关行动进行密切的监视。马来西亚外交部于10月4日传召中国大使表达反对「大洋号」进入马来西亚专属经济区活动的立场。
2023年8月28日，中国自然资源部公布新版中国标准地图，将具有主权争议的地区纳入其版图內，引起相关国家的反对，其中还包括在南海争议海域的主权主张，这些主张与马来西亚在沙巴州和砂拉越州沿海的专属经济区重叠。马来西亚外交部阐明，马来西亚不承认中国2023年版标准地图，这份地图对马来西亚并不存在约束力，并呼吁各方确保全面有效地执行《南海各方行为宣言》。8月31日，马来西亚外交部长赞比里阿都卡迪指出，大马将向中国发出“抗议照会”，以抗议中国在其2023年版标准地图中将马来西亚东马大部分海域归入其领土范围一事。
2024年7月27日，砂拉越美里钓鱼俱乐部秘书文森·罗（Vincent Lo）指出，中国海警船只的骚扰行为，以致当地渔民和钓鱼爱好者无法自由前往大马的海域，特别是鲁克尼亚暗沙周围地区，并声称此前曾发生过渔民被中国海警船只驱逐出境的事件。文森·罗表示，如果他们想前往中国海警船只巡逻区附近的海域，需要获得当局的许可，还表示渔业部还定期与渔民和钓鱼者进行对话。马来西亚国防大学国际关系、安全与法律系教授莫哈末米占（Mohd Mizan Mohammad Aslam）表示，马来西亚需要谨慎解决这一问题，因为中国海警船只不仅对国家安全构成威胁，而且还干扰国民收入。7月28日，马来西亚国防部长卡立诺丁表示将调查有关中国海警船只出现在南海的说法，以确定外国船是停泊还是只是路过，并强调外国船只若未经授权停泊在马来西亚领海，将视作侵犯大马主权。
2024年8月，菲律宾媒体发表中国外交部致马来西亚驻北京大使馆的两页抗议信，文件指出中国发送给马来西亚驻华大使馆的一份外交照会，警告马来西亚立即停止在砂拉越附近石油资源丰富的水域的活动。该文件还表达了北京政府对马来西亚在鲁克尼亚暗沙附近进行石油和天然气勘探活动的不满。9月4日，马来西亚外交部宣布将调查中国外交部机密外交照会的泄露事件，并指出被泄露的文件日期为2月18日发送给马来西亚驻华大使馆，后来被菲律宾媒体在8月29日发布。文告亦指出，马中两国都表示愿意通过协商和对话和平解决南海问题，同时强调在南海问题上将继续根据1979年马来西亚地图捍卫其主权、主权权利和其海域的利益。9月5日，正在俄罗斯符拉迪沃斯托克进行访问的首相安华·依布拉欣作出回应表示，马来西亚进行的石油探勘是在其领土范围内，无意挑衅或敌视与其关系友好的中国，也不意味着必须停止在本国地区的行动。他强调大马政府将继续聆听北京政府的抗议和解释其立场，中国也必须有相同态度，但不能破坏两国关系。马来西亚国防部长卡立诺丁表示，该部在等待泄露事件调查结果的同时，不否认南海主权存在重叠的现实，马来西亚武装部队必须做好准备应对任何可能的情况。
于此同时，三艘中国海警或军事侦察船在9月3日被发现在接近砂拉越州北部的海上炼油区盘旋，该油井是由马来西亚国家石油公司负责营运，这三艘船分别是CCG 5403、CCG 5102和CCG 5402。马来西亚皇家海军和马来西亚海事执法机构所属的三艘军舰，被派遣前往发现三艘中国船只的海域巡逻。马来西亚外交部对外国船只出现在近海重申其立场。亚洲海事透明倡议组织报告称，尽管中国军舰持续出现在鲁克尼亚暗沙海域附近巡逻，但马来西亚仍然在该海域扩大石油和天然气勘探。10月21日，国防部副部长阿德里·扎哈里宣布在南海的存在主要来自中国海岸警卫队，而不是中国海军舰艇。并对南海的威胁评估作出表示，认为海事界的安全局势是安全的，且在控制之中。